# Henning Kraggerud
Henning Kraggerud (geboren am 23. Juni 1973 in Oslo, Norwegen) ist ein norwegischer Musiker (Violine und Bratsche) und Komponist. Er hat sich als einer der herausragendsten internationalen Solisten Skandinaviens etabliert.

## Leben
Kraggerud studierte bei Camilla Wicks, Emanuel Hurwitz und Stephan Barratt-Due, bevor er eine Karriere begann, die Soloauftritte in Europa, Russland und den USA mit führenden Orchestern und in Zusammenarbeit mit den bedeutendsten Dirigenten ermöglichte. Sein amerikanisches Debüt als Solist gab er 1998 in der Carnegie Hall und arbeitete mit den begabtesten Kollegen in Konzerten und Kammermusikaufführungen zusammen. Er gilt als herausragender Bratschist und genießt einen ebenso guten Ruf als Erster Geiger von Kammerorchestern und Sinfoniettas. Er ist ein erfahrener Komponist, der auch Musikarrangements und eigene Kadenzen schreibt.
Seine Aufnahmen für Naxos umfassen Griegs Violinsonaten und norwegische Favoriten für Violine und Orchester. Als Empfänger des renommierten Grieg-Preis in Norwegen wurde er vom Bergen International Festival zum Artist-Residence 2004 ernannt.
Kraggerud übernahm die Stelle als Künstlerischer Co-Direktor des Risør Festival of Chamber Music von Leif Ove Andsnes im Jahr 2011. Seit 2012 ist er künstlerischer Leiter des Tromsø Chamber Orchestra. Mit seinem starken Engagement für Kammermusik tritt Kraggerud sowohl auf der Violine als auch auf der Viola auf den großen internationalen Festivals auf. Zu seinen jüngsten Kooperationen gehören ein Szymanowski Focus in der Wigmore Hall in London und der Zankel Hall in New York City, kuratiert von Piotr Anderszewski, sowie Auftritte beim Verbier Festival mit Joshua Bell, Leonidas Kavakos und Martha Argerich. Im Jahr 2011 trat er unter anderem beim „Hong Kong International Chamber Music Festival“ und dem „Seoul Spring Festival“ auf. Seit 2012 ist er Mitglied der „Rio International Chamber Music Week“ in Brasilien und des „Stavanger International Chamber Music Festival“. Zusammen mit Imogen Cooper und Adrian Brendel tritt er bei LSO St Luke’s in der Kammerkonzertreihe der BBC auf.

## Auszeichnungen
- 2007: „Ole Bull Award“, für seine Arbeit an der Musik von Ole Bull
- 2008: Spellemannprisen in der Klassik, für das Album Eugène Ysaÿe: Sechs Sonaten für Violine solo
- 2011: Gammlengprisen in der Klasse Kunstmusik

## Diskografie (in Auswahl)

### Solo-Alben
- 2008: Eugène Ysaÿe: Sechs Sonaten für Violine solo (Simax Classics)

### Als Solist
- 1997: Grieg: Fiolinsonater Nr. 1–3 (Naxos Musik), mit Helge Kjekshus (Klavier)
- 1999: Bull, Halvorsen, Grieg, Sinding, Svendsen: Norwegische Violin-Favoriten (Naxos Music), mit "Razumovsky Symphony Orchestra", Dirigent: Bjarte Engeset
- 2003: Johan Svendsen: Streichquartett - Streichquintett (cpo), mit Oslo Streichquartett
- 2004: Sibelius, Sinding: Violinkonzerte (Naxos Music), mit Oslo Streichquartett
- 2008: Musikk für Fiolin Og Klavér (Naxos Musik), mit Christian Ihle Hadland
- 2009: Christian Sinding: Musik für Violine und Klavier - 1 (Suite Im Alten Stil, Op. 10 - Walzer, Op. 59) (Naxos Music), mit Christian Ihle Hadland
- 2009: Christian Sinding: Musik für Violine und Klavier - 2 (Naxos Music), mit Christian Ihle Hadland
- 2011: Mozart: Divertimento Es-Dur (Naxos-Musik), mit Lars Anders Tomter (Viola) & Christoph Richter (Cello)
- 2012: Nordic Violin Favourites (Naxos Music), mit "Dalasinfoniettan", Leitung: Bjarte Engeset
- 2016: Mozart: Violinkonzerte Nr. 3, 4 und 5 (Naxos Music), mit Norwegischem Kammerorchester

### Kooperationen
- 2012: Last Spring (ATC), mit Bugge Wesseltoft

### Als Komponist & Solist
- 2015: Equinox (Simax Classics), mit Arctic Philharmonic Chamber Orchestra